# Stora Skogssjön
Stora Skogssjön är en skogssjö i östra delen av Grödinge i Botkyrka kommun i Södermanland som ingår i Tyresån-Trosaåns kustområde. Sjön är 5,4 meter djup, har en yta på 0,697 kvadratkilometer och befinner sig 47,1 meter över havet.
Sjön ingår i Kagghamraåns sjösystem och avvattnas via en kulvert till Lilla Skogssjön och vidare till Uringeån.
Sjön omges till största delen av mager hällmarksskog vilket tillsammans med tillflödet av grundvatten från grusåsen Pålamalm gör att sjön är näringsfattig.

## Delavrinningsområde
Stora Skogssjön ingår i delavrinningsområde (656038-162026) som SMHI kallar för Utloppet av Stora Skogssjön. Medelhöjden är 62 meter över havet och ytan är 3,52 kvadratkilometer. Det finns inga avrinningsområden uppströms utan avrinningsområdet är högsta punkten. Vattendraget som avvattnar avrinningsområdet har biflödesordning 2, vilket innebär att vattnet flödar genom totalt 2 vattendrag innan det når havet efter 9,5 kilometer. Avrinningsområdet består mestadels av skog (63 procent), öppen mark (10 procent) och jordbruk (17 procent). Avrinningsområdet har 1,3 kvadratkilometer vattenytor vilket ger det en sjöprocent på 5,6 procent. Bebyggelsen i området täcker en yta av 0,23 kvadratkilometer eller 1 procent av avrinningsområdet.